# Kütahya
Kütahya és una ciutat de la part occidental de Turquia. Té una població estimada de 212.444 habitants (2009). Està situada a la riba del Porsuk a una altura de 969 metres sobre el nivell de la mar. És capital de la província de Kütahya. La seva comarca és en part agrícola a les parts baixes de la muntanya, i forestal a la part muntanyosa al nord i oest. Al sud-oest es troba la plana fèrtil del Porsuk Çayı, que desaigua al Sangari. Les pendents muntanyoses sobre les que es troba la ciutat antiga s'anomenen Adjem Dagh. La ciutadella que la corona està en ruïnes. A la ciutat hi ha la Universitat de Kütahya Dumlupınar.

## Història
Fou una ciutat del regne de Frígia coneguda amb el nom grec de Cotièon (ciutat de Kotis, una deessa), llatinitzat en temps dels romans a Cotièum, nom que conserva la diòcesi catòlica i fou part de la província de la Frígia Salutaris.
Fou seu d'un bisbat molt aviat i a la meitat del segle iii s'hi va desenvolupar l'heretgia dels novacians; Sòcrates esmenta un bisbe novacià de la ciutat. Vers el 290 es va dividir la província de Frígia i es van crear les de Frígia Primera o Phrygia Salutaris i Frígia Segona o Phrygia Pacatiana, les dues dins la diòcesi d'Àsia. La Salutaris estava formada per la part oriental, amb capital a Sínnada (la Pacatiana era la part occidental amb capital a Laodicea del Licos). Aquestes províncies van subsistir fins al final del segle vii quan es va establir el sistema de temes i va passar al tema dels Anatòlics. El bisbat de Cotièon era una seu sufragània de Sínnada, però més tard, segurament al segle viii, fou elevada a arquebisbat autocèfal i al segle x, com a metròpolis, va tenir tres bisbats sufraganis més tard elevats a unes tretze. Michel Le Quien (I, 851) esmenta deu bisbes, sent el primer Cir, enviat per l'emperador Teodosi II (405-450) després de la mort de quatre bisbes a mans de la població.
Després de la batalla de Mantziciert del 1071, vers 1080 fou ocupada pel turcman seljúcida Sulayman I ibn Kutalmish, i els seljúcides la van conservar fins a la batalla de Dorilèon el 1097 quan hi van entrar els croats que la van entregar als romans d'Orient conforme al que s'havia pactat. Els turcmans la van reconquerir el 1183 sota Izz al-Din Kilidj Arslan II.
Els romans d'Orient la van poder recuperar un temps després però el 1233/1234 fou ocupada definitivament pels seljúcides. Poc després del 1300 estava en mans del cap turcman Germiyan que hi va establir la seu de l'anomenat beylik de Germiyan-oğhlu. Süleyman Şâh Bey (Âdil) de Germiyan la va cedir al príncep otomà Baiazet Yildirim com a dot pel matrimoni del príncep amb la seva filla Dewlet Khatun. L'emir Yâkub Bey o Yakub Çelebi, fill i successor de Süleyman Şâh Bey (Âdil), va intentar recuperar la ciutat a la mort del sultà Murat I (1389) i la va dominar uns mesos però el 1390 va ser recuperada per Baiazet I que va annexionar tot el beylik.
Després de la derrota otomana a la batalla d'Ankara el juliol de 1402 a mans de Tamerlà, aquest va entrar a la ciutat el govern de la qual va concedir al seu propi fill Xah Rukh, mentre ell mateix seguia cap a Efes. El 1402 Yakub Bey II era restaurat. Durant el conflicte que va seguir dins la família dels otomans, Kutahya va caure en mans breument de Mehmed I de Karaman (1411) però el 1414 fou recuperada per Yakub II amb ajut otomà. A la mort de Yakub II el 1429, conforme al seu testament, Kutahya va passar a l'otomà Murat II. El 1514 Selim I hi va instal·lar treballadors de la ceràmica de Tabriz i en endavant la ciutat fou un centre destacat de ceràmica treballant per mesquites, edificis del govern i esglésies de tot l'Orient Mitjà.
Sota els otomans fou capital d'un dels sandjaks d'Anatòlia. El 1841 fou sandjak de la província de Khudawendigar que el 1902 incloïa els kada de Kütahya, Eski Shehir, Ushak, Kedus o Gediz i Simaw. Kütahya fou el punt més occidental al que van arribar les forces egípcies d'Ibrahim Paixà d'Egipte el 1833 i el seu campament es va aixecar prop de les fonts caldes de Yenidje, a la rodalia, que va ser teatre de negociacions diplomàtiques. El 1890 la població s'estimava en 22.250 habitants dels quals 4.000 eren grecs i 3.000 armenis. Hi havia llavors 24 mesquites, 21 madrasses, 16 tekkes, 4 esglésies, 9 caravanserralls, 11 banys i 12 tallers de ceràmica. En aquest temps Eski Shehir (Eskişehir) havia crescut fins a fer ombra a Kütahya.
El 1975 la ciutat tenia 82.442 habitants i la província 470.423. Els monuments principals són els de l'època dels Germiyanoğulları: mesquita de Kurshunlu (de vers 1375), mesquita d'Ulu (de 1411), la mesquita de Yakub Çelebi (vers 1433); i posterior destaca la mesquita de Karagoz Ahmed (de 1509). Hi ha també algunes antigues cases senyorials molt interessants. Cal destacar la casa on va viure en exili el líder hongarès Lajos Kossuth (1850-1851) que avui és un museu. Un altre museu local té nombrosos exemplars de productes locals d'argila.

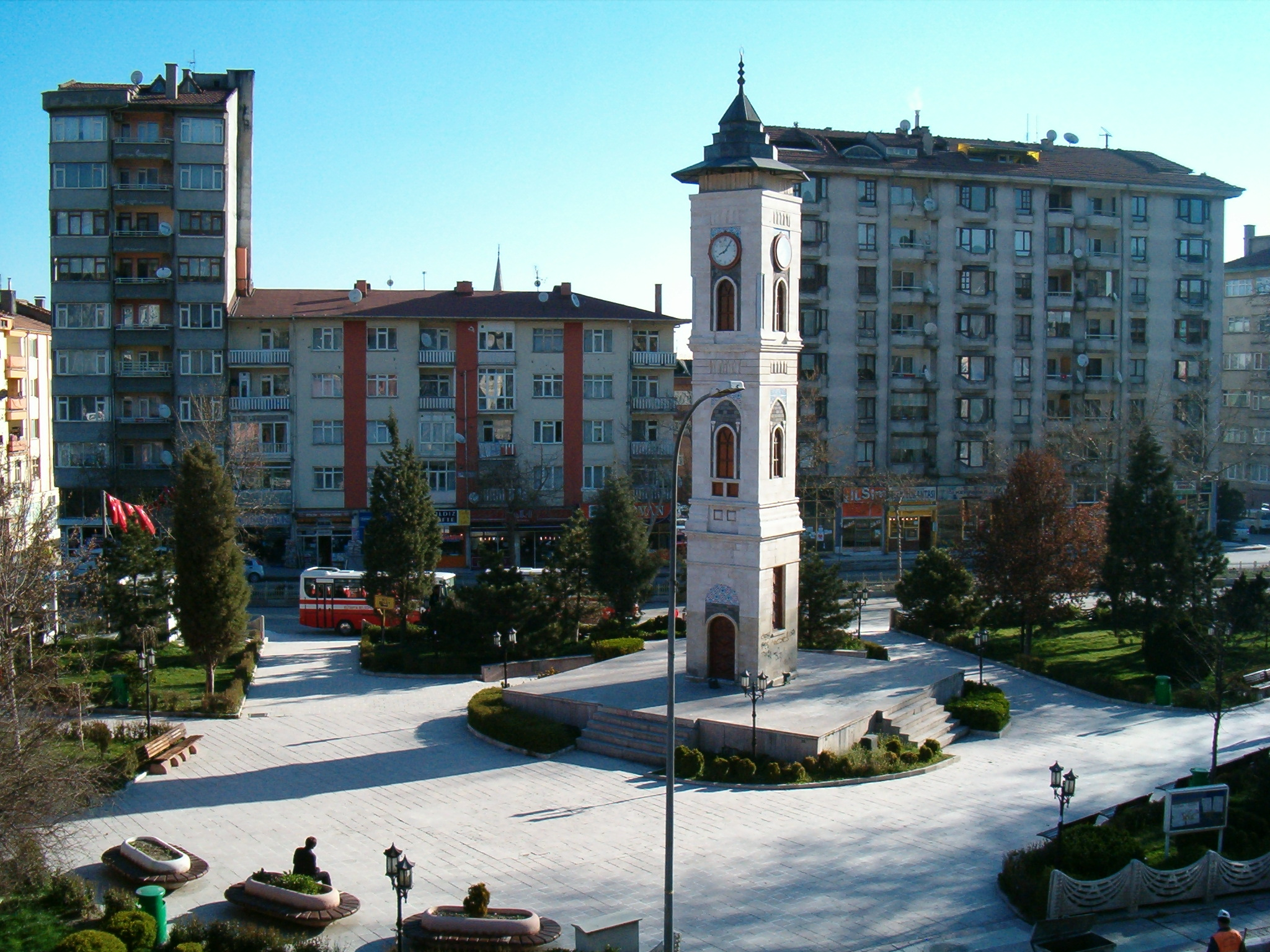
La torre del rellotge a Kütahya

## Economia
A part de la llarga tradició en ceràmica i poteria barnizada i esnaltada en colors que encara subsisteix tot i que de manera menys artística té indústries modernes com refineria de sucre, bronzejadors, processament de nitrats, treballs en el material anomenat espuma de mar (un material porós que es troba flotant a la Mar Negra), i derivats de l'agricultura: cereals, fruites i canya de sucre; també té certa importància la ramaderia. Prop de la ciutat hi ha mines de lignit.

## Agermanaments
- Bavly, Tatarstan, Rússia
- Pécs, Hongria
- Anqing, Xina

## Personatges
- Esop, l'antic escriptor grec de faules
- Ewliya Çelebi, viatger i escriptor otomà
- Komitàs, etnomusicòleg, compositor i sacerdot armeni nascut amb el nom de Soghomon Soghomonian
- Aydilge Sarp, cantant de rock turca, més coneguda com a Aydilge.